# Желєзнодорожна Казарма 250 км
Желє́знодоро́жна Каза́рма 250 км (рос. Желєзнодорожна Казарма 250 км) — селище у складі Барнаульського міського округу Алтайського краю, Росія.

## Населення
Населення — 34 особи (2010; 34 у 2002).
Національний склад (станом на 2002 рік):
- росіяни — 94 %